# Полчешть
Полчешть, Полчешті (рум. Polcești) — село у повіті Келераш в Румунії. Входить до складу комуни Серулешть.
Село розташоване на відстані 40 км на схід від Бухареста, 63 км на північний захід від Келераші.

## Населення
За даними перепису населення 2002 року у селі проживали 84 особи, усі — румуни. Усі жителі села рідною мовою назвали румунську.